# Y: The Last Man (Fernsehserie)
Y: The Last Man ist eine US-amerikanische postapokalyptische Science-Fiction-Serie, die auf der gleichnamigen Comicreihe des Verlages DC Comics von Brian K. Vaughan und Pia Guerra basiert. Die Veröffentlichung der Serie, die aus zehn Folgen besteht, fand vom 13. September bis zum 1. November 2021 auf FX on Hulu statt, einem Bereich innerhalb des US-amerikanischen Streamingdienstes Hulu. Im deutschsprachigen Raum erfolgte die Erstveröffentlichung der Serie am 22. September 2021 durch Disney+ via Star als Original. Im Oktober 2021 wurde die Serie nach einer Staffel eingestellt.

## Handlung
Durch ein mysteriöses Ereignis verstirbt jedes Säugetier mit einem Y-Chromosom von einem Moment auf den anderen. Einzig der Mann Yorick Brown und sein Äffchen Ampersand haben diese Katastrophe überlebt, welche die Welt ins Chaos stürzte, wodurch Yorick buchstäblich der letzte Mann auf Erden ist. Wieso er gemeinsam mit seinem Kapuzineraffen überlebt hat, wissen weder Protagonist noch Zuschauer. Es wird allerdings schnell klar, dass Yorick gejagt wird. Einerseits von Frauen, welche die Menschheit retten wollen, andererseits von dunklen Mächten, die sich seinen Tod wünschen.
In der Zwischenzeit wird die Kongressabgeordnete Jennifer Brown zur Präsidentin der USA ernannt, nachdem US-Präsident Ted Campbell und unzählige seiner Nachfolger durch die Katastrophe das Zeitliche gesegnet haben. Jennifer stellt ein engagiertes Team von Frauen zum Wiederaufbau zusammen, doch ihre Pläne werden über den Haufen geworfen, als sie erfährt, dass ihr Sohn Yorick überlebt hat. Angesichts massiver Unruhen, die von weit verbreiteten Verschwörungstheorien angeheizt werden, beschließt Jennifer gemeinsam mit der Regierungsagentin 355, das Überleben von Yorick geheim zu halten und sein Leben zu beschützen. Agent 355 soll Yorick zur Top-Genetikerin Dr. Allison Mann bringen, die vielleicht herausfinden könnte, wieso er überlebt hat. Doch Yorick hat eigentlich andere Pläne: als Romantiker der alten Schule sucht er verzweifelt nach seiner vermissten Freundin Beth DeVille. Als sich Yorick und Agent 355 heimlich auf ihre Reise begeben, beziehen die politischen Rivalinnen von Jennifer um Kimberly Campbell Cunningham Stellung. Kimberly ahnt, dass Jennifer etwas zu verbergen hat, und unternimmt alles um die Wahrheit herausfinden. Ihr Ziel ist es, Jennifer zu Fall zubringen.
Derweilen arbeitet Jennifers Tochter Hero, eine Rettungssanitäterin mit tiefer Scham und einem dunklen Geheimnis, mit ihrem besten Freund Sam Jordan, einem trans* Mann, zusammen, um in dieser postapokalyptischen Welt Sicherheit zu finden. Sie schließen sich Nora Brady an, einer politischen Beraterin, die darum kämpft, das Leben ihrer kleinen Tochter zu erhalten. Gemeinsam treffen sie auf eine gut organisierte und ideologisch getriebene Gruppe von Überlebenden, angeführt von Roxanne, einer ehemaligen Verkäuferin, die sich als Polizistin ausgibt. Sie hat sich zur Anführerin eine Gruppe von Frauen aufgeschwungen und einen „Amazonen“-Kult begründet, der formal gegen Männer gerichtet ist, tatsächlich aber ihrem eigenen Machterhalt und als Vorwand für Raub und Überfälle auf andere Frauen dient. Als die Mitglieder der Gruppe unter der Führung von Roxanne immer gewalttätiger und gefährlicher werden, wird die Freundschaft zwischen Hero und Sam auf die Probe gestellt. Währenddessen sucht und findet Nora für sich und ihre Tochter einen anderen Weg.
Letzten Endes kollidieren all diese unterschiedlichen Welten miteinander, während bestehende Allianzen zerfallen und neue sich formieren. Die Überlebenden kämpfen mit ihrer Identität. Sie sind im stetigen Zwiespalt zwischen: „Wer war ich vor der Katastrophe?“ und „Wer bin ich jetzt?“. Als sie beginnen, alte Regeln, Normen und Traditionen beiseite zu legen, verstehen sie langsam, dass die alte Welt, welche sie kannten, nicht mehr da ist, und es nie mehr so sein wird, wie es einmal war.

## Besetzung und Synchronisation
Die deutschsprachige Synchronisation entstand nach den Dialogbüchern von Paul Werner sowie unter der Dialogregie von Sebastian Schulz und Marina Müller durch die Synchronfirma Lavendelfilm in Potsdam.

### Hauptdarsteller
| Rolle                              | Schauspieler     | Synchronsprecher     |
| ---------------------------------- | ---------------- | -------------------- |
| Yorick Brown                       | Ben Schnetzer    | Julien Haggège       |
| Kongressabgeordnete Jennifer Brown | Diane Lane       | Arianne Borbach      |
| Agent 355                          | Ashley Romans    | Britta Steffenhagen  |
| Hero Brown                         | Olivia Thirlby   | Manja Doering        |
| Beth DeVille                       | Juliana Canfield | Daniela Molina       |
| Sam Jordan                         | Elliot Fletcher  | Benjamin Kiesewetter |
| Nora Brady                         | Marin Ireland    | Julia Kaufmann       |
| Kimberly Campbell Cunningham       | Amber Tamblyn    | Jill Böttcher        |

### Nebendarsteller
| Rolle            | Schauspieler            | Synchronsprecher       |
| ---------------- | ----------------------- | ---------------------- |
| Mackenzie Brady  | Quincy Kirkwood         | Hannah Stavenhagen     |
| Christine Flores | Jess Salgueiro          | Josephine Schmidt      |
| Roxanne          | Missi Pyle              | Meike Finck            |
| Kelsey           | Samantha Brown          | Anni C. Salander       |
| Lisa Murray      | Laura de Carteret       | Sabine Arnhold         |
| Nicole           | Sydney Meyer            | Jessica Walther-Gabory |
| Regina Oliver    | Jennifer Wigmore        | Peggy Sander           |
| Agent 525        | Lou Jurgens             | Anna Dramski           |
| Priya Khan       | Ayesha Mansur Gonsalves | Eva Thärichen          |
| Rachel Walker    | Tara Nicodemo           | Ilona Otto             |
| First Lady Marla | Paris Jefferson         | Claudia Kleiber        |

### Gastdarsteller
| Rolle                     | Schauspieler        | Synchronsprecher     |
| ------------------------- | ------------------- | -------------------- |
| US-Präsident Ted Campbell | Paul Gross          | Klaus-Dieter Klebsch |
| Robbie Brady              | Tim Campbell        | Kevin Kraus          |
| Nick                      | Benjamin Sutherland | Sebastian Schulz     |
| Mike                      | Daniel di Tomasso   | Armin Schlagwein     |
| Dean Brown                | Sam Robards         | Peter Reinhardt      |
| Dr. Allison Mann          | Diana Bang          | Sarah Alles          |

## Episodenliste
| Nr. | Deutscher Titel                      | Originaltitel           | Erstveröffentlichung USA | Deutschsprachige Erstveröffentlichung (D/A/CH) | Regie                    | Drehbuch               |
| --- | ------------------------------------ | ----------------------- | ------------------------ | ---------------------------------------------- | ------------------------ | ---------------------- |
| 1   | Der Tag davor                        | The Day Before          | 13. Sep. 2021            | 22. Sep. 2021                                  | Louise Friedberg         | Eliza Clark            |
| 2   | Würde die Welt es gut meinen         | Would the World Be Kind | 13. Sep. 2021            | 22. Sep. 2021                                  | Louise Friedberg         | Eliza Clark            |
| 3   | Neil                                 | Neil                    | 13. Sep. 2021            | 22. Sep. 2021                                  | Daisy von Scherler Mayer | Katie Edgerton         |
| 4   | Karen und Benji                      | Karen and Benji         | 20. Sep. 2021            | 29. Sep. 2021                                  | Destiny Ekaragha         | Donnetta Lavinia Grays |
| 5   | Mann gesucht                         | Mann Hunt               | 27. Sep. 2021            | 6. Okt. 2021                                   | Mairzee Almas            | Tian Jun Gu            |
| 6   | Weird Al ist tot                     | Weird Al is Dead        | 4. Okt. 2021             | 13. Okt. 2021                                  | Destiny Ekaragha         | Catya McMullen         |
| 7   | Meine Mutter hat einen Affen gesehen | My Mother Saw a Monkey  | 11. Okt. 2021            | 20. Okt. 2021                                  | Lauren Wolkstein         | Charlie Jane Anders    |
| 8   | Fertig – Zielen – Feuer              | Ready. Aim. Fire.       | 18. Okt. 2021            | 27. Okt. 2021                                  | Karena Evans             | Coleman Herbert        |
| 9   | Peppers                              | Peppers                 | 25. Okt. 2021            | 3. Nov. 2021                                   | Cheryl Dunye             | Katie Edgerton         |
| 10  | Victoria                             | Victoria                | 1. Nov. 2021             | 10. Nov. 2021                                  | Daisy von Scherler Mayer | Eliza Clark            |